# Jean-Baptiste Baronian
Jean-Baptiste Baronian, urodzony jako Joseph Lous Baronian (ur. 29 kwietnia 1942 w Antwerpii) – francuskojęzyczny belgijski pisarz ormiańskiego pochodzenia. Jest krytykiem, także literatury fantastyczno-naukowej, eseistą, autorem książek dla dzieci i powieściopisarzem. Znany jest też pod pseudonimami Jeanne Voisins, Jean-Marie Méline i Alexandre Bergonian. Napisał ponad pięćdziesięciu książek, w tym wydanej w 2004 roku Une bibliothèque excentrique.

## Poglądy na temat fantastyki
Uważa, że dopóki nie został zmierzony i określony dokładny udział naukowej treści w powieściach science-fiction, a także, dopóki nie zostanie uchwycona ich rola i cel, należy uznać, że takie historie nie zawsze i niekoniecznie mają zamiar weryfikować postulaty nauki, a raczej tworzyć bądź wyrażać pewną mentalność. Uznaje, że być może jedynym zamiarem tej literatury jest kształtowanie pewnego stanu umysłu, odpowiadającego mitologii czasów współczesnych.